# Noctua maculata
Noctua maculata är en fjärilsart som beskrevs av Barend J. Lempke 1939. Noctua maculata ingår i släktet Noctua och familjen nattflyn. Inga underarter finns listade i Catalogue of Life.

## Bildgalleri

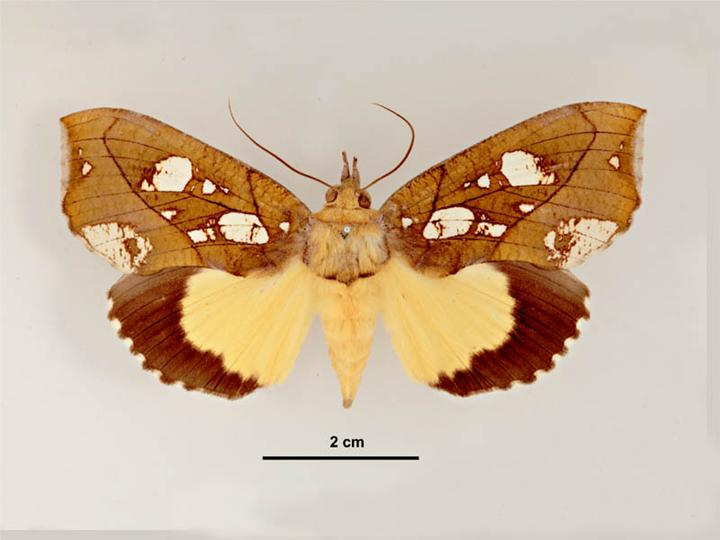
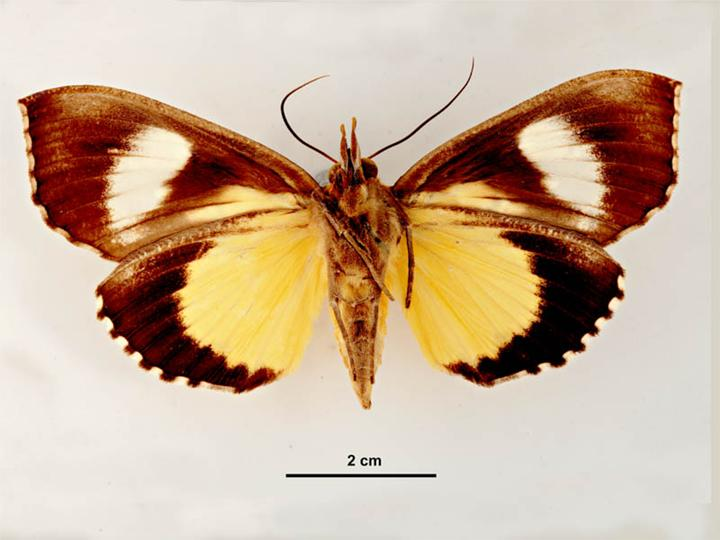
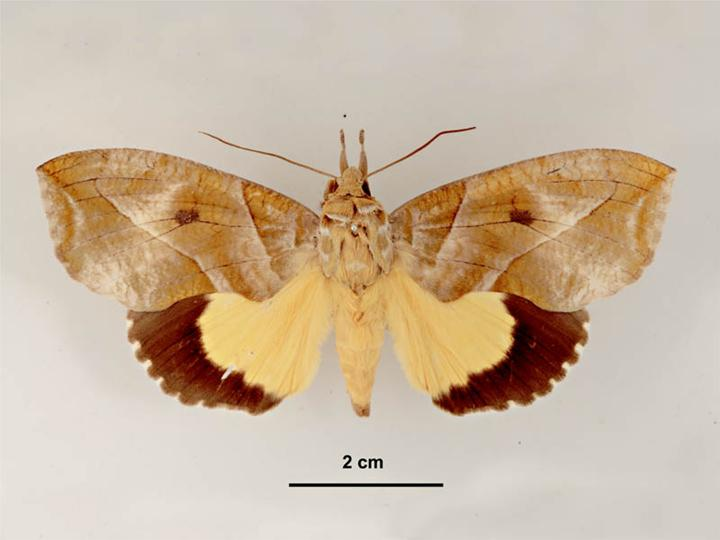
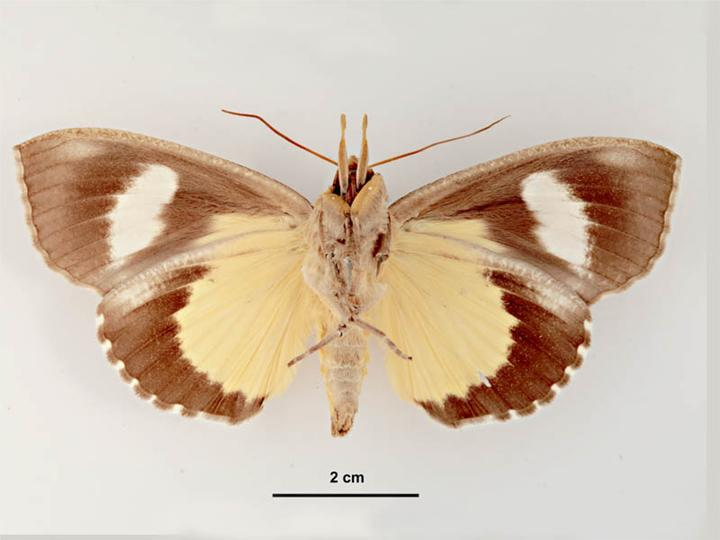
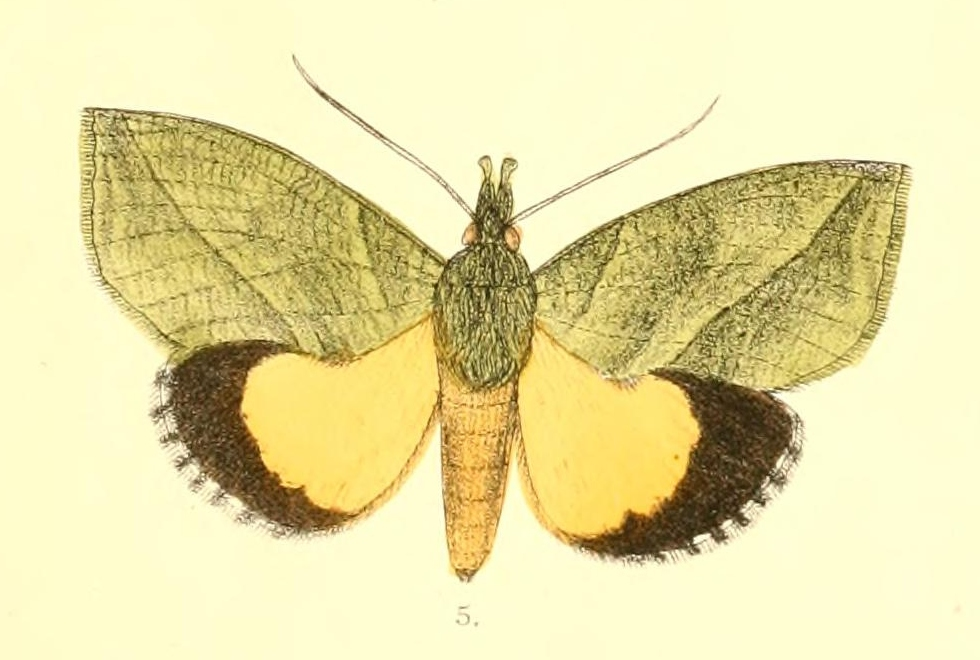
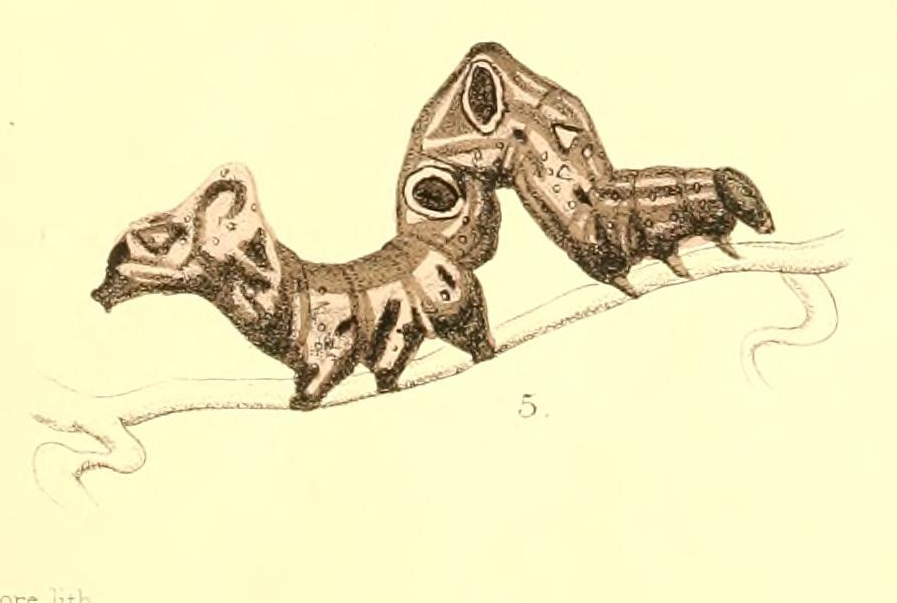